# Lijst van vlaggen van Congo-Kinshasa
Dit is een lijst van vlaggen van Congo-Kinshasa.

## Nationale vlag (perFIAV-codering)
|          | Civiele vlag | Staatsvlag | Oorlogsvlag |
| -------- | ------------ | ---------- | ----------- |
| Te land  | · ?          | · ?        | · ?         |
| Te water | · ?          | · ?        | · ?         |

## Vlaggen van bestuurders
| Vlag | Periode   | Functie                                             | Beschrijving                                      |
| ---- | --------- | --------------------------------------------------- | ------------------------------------------------- |
|      |           | Vlag van de president van Congo-Kinshasa.           | Nationale vlag met een gele tekst "Le President". |
|      | 1971–1997 | Vlag van de president van Zaïre.                    |                                                   |
|      | 1936-1960 | Vlag van de gouverneur-generaal van Belgisch-Congo. |                                                   |

## Militaire vlaggen
De oorlogsvlag is reeds in de eerste tabel te vinden.
| Vlag | Periode   | Functie                               | Beschrijving                                       |
| ---- | --------- | ------------------------------------- | -------------------------------------------------- |
|      | 1971-1997 | Vlag van de strijdkrachten van Zaïre. | Vergelijkbaar met de presidentiële vlag van Zaïre. |

## Vlaggen van politieke partijen
| Vlag | Periode | Functie            | Beschrijving |
| ---- | ------- | ------------------ | ------------ |
|      |         | Vlag van de CNDP.  |              |
|      |         | Vlag van de ADF.   |              |
|      |         | Vlag van de NDC-R. |              |
|      |         | Vlag van het FDLR. |              |

## Vlaggen van onafhankelijkheidsbewegingen
| Vlag | Periode | Functie                                        | Beschrijving |
| ---- | ------- | ---------------------------------------------- | ------------ |
|      |         | Vlag van de onafhankelijkheidsbeweging in Kivu |              |